# Керсеблепт
Керсеблепт е цар на одрисите, син на Котис I. Той е един от тримата братя, които наследяват трона на баща си и разделят царството през 358 г. пр. Хр. Неговата част от Одриското царство се намира на изток от р. Хебър (Марица) до Византион. През 341 г. пр. Хр., след дългогодишна съпротива, се подчинява на Филип Македонски.
През 2005 г. археологически екип, с ръководител Даниела Агре, намира гроба на първородния му син Йолай между ямболските села Златиница и Маломирово. Един от артефактите, намерени в гроба е изящно изработен златен венец.